# Kaj-Erik Eriksen

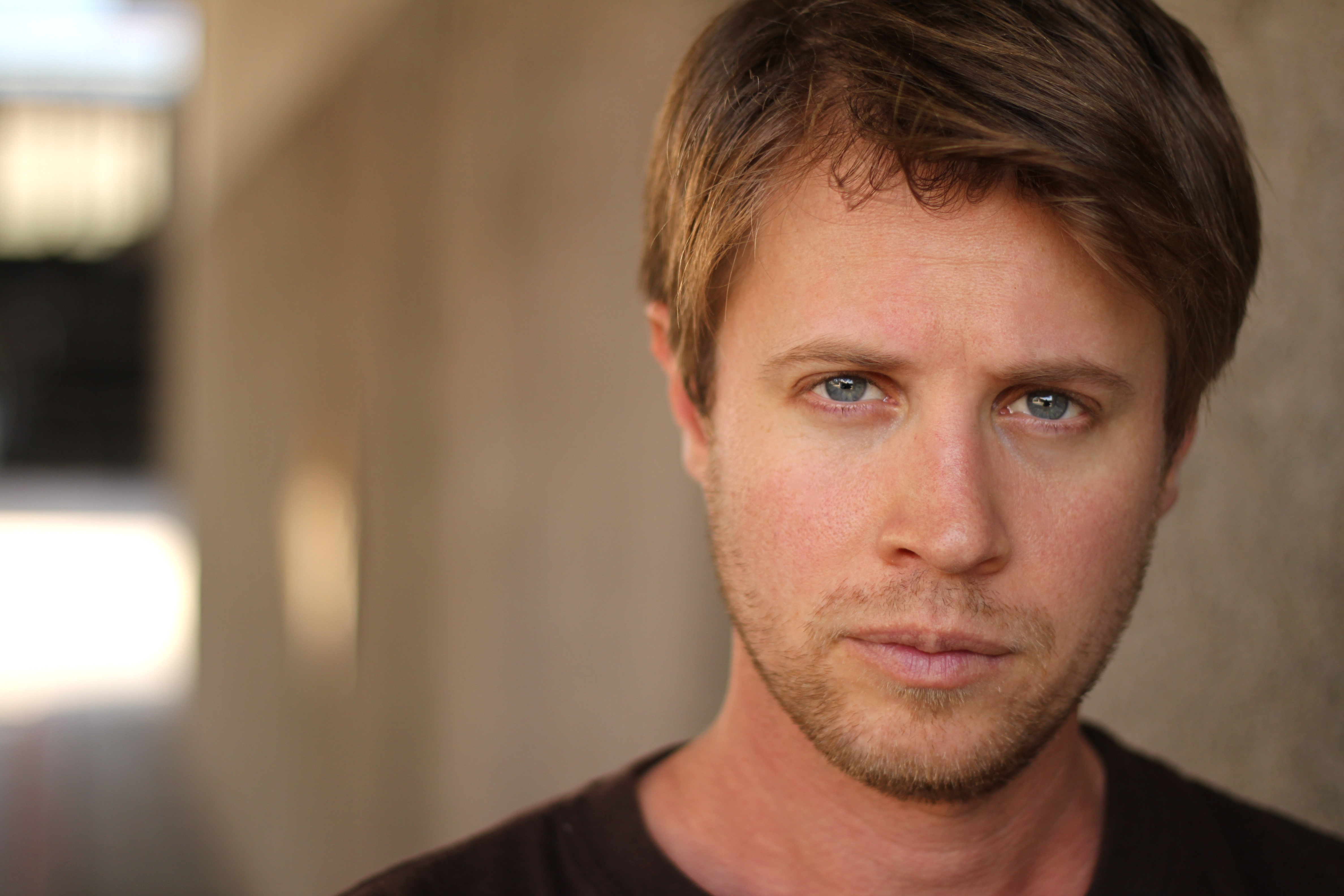
Kaj-Erik Eriksen

Kaj-Erik Eriksen (* 15. Februar 1979 in Vancouver, British Columbia) ist ein kanadischer Filmschauspieler.

## Kurzbiografie
Eriksen steht seit seinem achten Lebensjahr vor der Kamera; sein Filmdebüt feierte er 1987 im Fernsehfilm After the Promise. Nachdem er Ende der 1980er und zu Beginn der 1990er Jahre überwiegend in kanadischen Produktionen zu sehen war, folgten ab Mitte der 1990er Jahre vermehrt Rollen in US-amerikanischen Spielfilmen und Fernsehserien, darunter Walker, Texas Ranger, Hör mal, wer da hämmert oder Boston Public. Zuletzt spielte er zwischen 2004 und 2007 in der Fernsehserie 4400 – Die Rückkehrer eine der Hauptrollen.
Seit seinem 17. Lebensjahr lebt Eriksen in Los Angeles; er hat heute sowohl die Staatsbürgerschaft Kanadas sowie der Vereinigten Staaten. Er hat neben Schauspiel auch Kampfkunst studiert und trägt einen Blauen Gürtel in Karate.

## Filmografie (Auswahl)
- 1991–1996: Der Polizeichef (The Comish)
- 1995: Goosebumps – Welcome Camp Nightmare
- 1996: Captains Courageous
- 2004–2007: 4400 – Die Rückkehrer (The 4400)
- 2006: Vulkanausbruch in New York (Disaster Zone: Volcano in New York)
- 2007: Criminal Minds (Folge 3x07)
- 2009: Ice Twisters
- 2012: Das Ende der Welt – Die 12 Prophezeiungen der Maya (The 12 Disasters of Christmas, Fernsehfilm)
- 2014: Signed, Sealed, Delivered for Christmas
- 2014: See No Evil 2
- 2015: Hell on Wheels
- 2015: Weihnachten auf Umwegen (A Christmas Detour)
- 2016: Navy CIS: L.A.